# Roger Herbert Bower
Sir Roger Herbert Bower, britanski general, * 1903, † 1990.